# Dos frescos en órbita
Dos frescos en órbita es una secuela de la road movie cómica Camino a Bali, protagonizada por Bob Hope y Bing Crosby, que retoman los personajes de Chester Babcock y Harry Turner. Ésta es la séptima película en que ambos rodaron juntos, pero no sería la última, aún coincidirían después en Cuatro gángsters de Chicago (1964), pero esta película ya no tiene nada que ver con las de Chester y Harry.
Como su predecesora, la película cuenta con numerosos cameos de estrellas famosas entre los que destacan: Frank Sinatra, Dean Martin, Peter Sellers o David Niven. También Dorothy Lamour que hace de sí misma en su cameo.

## Argumento
Harry y Chester son dos cómicos. Cuando Chester pierde la memoria y ya no puede memorizar sus frases viajan al Tíbet en busca de unas hierbas que le devuelvan la memoria. Lo cierto es que todo sale bien. Tanto que Chester memoriza y, después destruye sin querer, la única copia que existe de una fórmula secreta rusa para la fabricación de un nuevo y revolucionario combustible para cohetes.

## Otros créditos
- Fecha de estreno: 23 de mayo de 1962 (Chicago).
- Productora: Melnor Films
- Distribuidora: United Artists
- Color: Blanco y negro
- Sonido: A.G. Ambler, Chris Greenham y Red Law
- Diseño de producción: Roger K. Furse
- Asistente de dirección: Bluey Hill
- Montaje: Alan Osbiston y John C. Smith
- Efectos especiales: Jimmy Harris, Garth Inns, Curly Nelhams, Ted Samuels y Wally Veevers.
- Diseño de títulos: Maurice Binder
- Animación: Bob Godfrey y Keith Learner
- Dirección artística: Syd Cain y William Hutchinson
- Decorados: Maurice Fowler
- Maquillaje: David Aylott
- Coreografía: Jack Baker y Sheila Meyers